# (38841) 2000 SH43
2000 SH43 (asteroide 38841) é um asteroide da cintura principal. Possui uma excentricidade de 0.14206340 e uma inclinação de 5.98526º.
Este asteroide foi descoberto no dia 26 de setembro de 2000 por Crni Vrh em Crni Vrh.